# Escuela de Estudios Árabes
La Escuela de Estudios Árabes (EEA) és un institut de recerca, creat el 1932, pertanyent al Consell Superior d'Investigacions Científiques (CSIC), i enquadrat dins de l'àrea d'Humanitats i Ciències Socials, amb seu a la Casa del Chapiz, a Granada.

## Seu
La EEA té la seu principal a la ciutat de Granada, a l'anomenada Casa del Chapiz, una casa morisca declarada Bé d'Interès Cultural, amb uns orígens que es remunten a el segle XIV, i que està situada a l'Albaicín, un barri granadí inclòs per la UNESCO en la llista del Patrimoni Mundial de la Humanitat, a la confluència de la Costa del Chapiz amb el Camí de Sacromonte.

## Grups de recerca
La EEA disposa de dos grans grups de recerca: el Grup de Filologia, i el Grup d'Arqueologia i Arquitectura. Tots dos tenen com a objectiu principal la recuperació, estudi, conservació i difusió de la cultura i el patrimoni andalusí i del món islàmic medieval. Aquesta finalitat ha estat sempre la màxima prioritat d'aquesta institució des que va ser creada el 1932, guardant un lloc especial a l'estudi de l'època musulmana i morisca de Granada, ciutat en la qual es troba la seva seu.
Des del Grup de Recerca de Filologia, els seus investigadors treballen per donar a conèixer al-Àndalus, a través dels textos que ens han arribat d'aquesta època. Al llarg dels anys, han estat nombroses les obres andalusines que han estat editades, traduïdes, comentades i estudiades. Entre elles destaquen obres històriques, literàries, geogràfiques, jurídiques, mèdiques i científiques pertanyents a grans personatges com Averrois, Ibn Zuhr, Pau Orosi, at-Tighnarí, que aconsegueixen aportar, així, una visió més àmplia de la cultura viscuda durant aquest període. Les principals línies de recerca d'aquest Grup són: les Ciències de la Naturalesa, el Dret Islàmic, la Historiografia àrab, la Literatura biogràfica àrab.
Per la seva banda, el Grup de Recerca d'Arqueologia i Arquitectura, especialista en conservació de Patrimoni, té com a objectiu principal preservar, conservar i recuperar el patrimoni arquitectònic andalusí i islàmic medieval, unint per a això estudis i investigacions en arquitectura islàmica i arqueologia medieval. Participant, a més, en diversos projectes d'excavació i restauració a Espanya, països de Magreb i Jordània. Les seves principals línies de recerca són l'Arqueologia medieval, l'Arquitectura islàmica, el Patrimoni Històric.

## Biblioteca
La EEA compta amb una de les millors biblioteques especialitzades en civilització àrab i islàmica, imprescindible per al desenvolupament l'activitat investigadora del centre. Els seus fons poden ser consultats també per usuaris que no pertanyen a la comunitat CSIC que desenvolupin tasques de recerca en altres àmbits: docent, acadèmic o professional. Posseeix una interessant col·lecció de 134 obres àrabs manuscrites de la qual cal destacar el Kitāb al-filāha o Tractat d'Agricultura d'Ibn Luyun, compost a Almeria en 1348.